# Ootje Oxenaar
Robert Deodaat Emile (Ootje) Oxenaar (geboren 7. Oktober 1929 in Den Haag; gestorben 13. Juni 2017 in Manomet, Massachusetts) war ein niederländischer Grafikdesigner und Hochschullehrer.

## Leben

Von Oxenaar gestalteter 50-Gulden-Schein

Nach einem Studium der Bildenden Kunst an der Koninklijke Academie van Beeldende Kunsten in Den Haag arbeitete er von 1966 bis 1985 als Grafikdesigner für die Niederländische Bank und entwarf zwei Serien des niederländischen Guldens. Von 1975 bis zu seiner Pension 1994 arbeitete er auch für die Niederländische Post PTT. Ein Arbeitsprinzip Oxenaars war es, die Banknoten voneinander farblich stark abzugrenzen, so dass diese nicht verwechselt werden können. Als Wasserzeichen für den 250-Gulden-Schein verwendete er eine Abbildung des Kaninchens seiner Freundin.
Von 1978 bis 1992 war er Professor in Delft.